# Пынеев, Константин Петрович
Константин Петрович Пынеев (1868—1922) — русский художник-передвижник.

## Биография
Родился 11 (23) мая 1868 года в селе Карабаново Александровского уезда Владимирской губернии. Посещал художественную мастерскую местной фабрики хлопчатобумажных тканей (на ней служил его брат), где обратил на себяи внимание владелицы фабрики Елизаветы Александровны Барановой и в 1880 году был отправлен в иконописную мастерскую Троице-Сергиевой лавры. Но иконописание тяготило его и в 1887 году он уехал в Москву, где при поддержке Барановой стал посещать Московское училище живописи, ваяния и зодчества в качестве вольнослушателя. Через три года, после успешной сдачи экзаменов за курс гимназии, он был зачислен в действительные слушатели училища; занимался у В. Е. Маковского. 
В июле 1893 года с двумя малыми серебряными медалями окончил училище живописи, получив звание неклассного художника и поступил в Императорскую академию художеств, где с 1893 года была открыта мастерская Маковского. За дипломную работу «Песня» 2 ноября 1897 года он получил звание художника и был награждён серебряной медалью и поездкой за границу «для усовершенствования в искусстве». Посетил Германию, Францию, Италию. По возвращении продолжил учёбу на Педагогических курсах при Академии и 22 февраля 1900 года получил свидетельство 1-го разряда на право преподавать рисование в средних учебных заведениях; с 26 октября 1900 года занял должность учителя рисования Харьковского реального училища. В первые годы жизни в Харькове Пынеев создал несколько жанровых работ: «К венцу», «Мать с далёкой родины», «К чудотворной». В 1904 году написал картину «Старые музыканты» . В 1909 году он написал портрет «Дети», на котором изобразил своих детей — Никанора (Николая) и Любы. В 1910 года он стал также преподавать в кружке рисования и живописи в Народном доме.
К. П. Пынеев был участником многочисленных выставок: картин учеников Училища живописи, ваяния и зодчества (1891, 1892, 1894); Императорской Академии художеств (1898); XIX периодической выставки Московского общества любителей художеств (1899); XXVII (1899) и XXXII (1904) Товарищества передвижников; Товарищества Харьковских художников (1908, 1910, 1911, 1912, 1913, 1915, 1916); и других. На XV ученической выставке Московского училища в 1892 году его картину «В далёкий путь» (в дальнейшем - «По миру») приобрёл для своего собрания К. Т. Солдатёнков. 
Во время Первой мировой войны Пынеев им был написан ряд портретов: Сергея Владимировича Ушакова, Платона Владимировича Шатохина (ноябрь 1915), его дочери Юлии Шатохиной (ноябрь 1915). В 1916 году появились картины: «Снятие колоколов», «В окопах». К концу 1917 года были закончены два исторических полотна: «Встреча Николая Второго с представителями Временного правительства» и «Отречение Николая Второго от престола». 
Известно более двухсот его произведений, но почти половина из них утрачена, точнее, их местонахождение неизвестно. Многие его работы были утрачены во время Великой Отечественной войны. Работы К. П. Пынеева хранятся в семи музеях России и СНГ; 70 работ (около 60 из них — этюды) находятся в Александровском художественном музее, 19 произведений — в постоянной экспозиции. 
Умер 21 июля 1922 года.